# Chilangalanga
Chilangalanga (Chilangala) è una circoscrizione rurale (rural ward) della Tanzania situata nel distretto di Newala, regione di Mtwara. Conta una popolazione di 9 675 abitanti (censimento 2012).